# اتحاد مالي لكرة القدم
تأسس الاتحاد المالي لكرة القدم في عام 1960م وانضم إلى الإتحاد الدولي لكرة القدم في 1962م وإنضم إلى الاتحاد الأفريقي لكرة القدم في 1963م.